# Венгерские завоевания в Европе
Венге́рские завоева́ния в Евро́пе происходили в IX—X веках, когда территории бывшей Каролингской империи угрожали, кроме вторжения мадьяр (венгров) с востока, также экспансии викингов с севера и арабов с юга.
Средневековое венгерское княжество создавалось мадьярскими (венгерскими) племенами, бывшими в то время кочевниками и жившими постоянными набегами и грабежами. Сражались они так же, как монголы, используя конных лучников.
Мадьяры осуществили захваты земель в Паннонском бассейне в конце IX века, предприняв ряд набегов на запад, где располагались осколки Франкской империи, и в южном направлении — в Византийскую империю. Набеги на запад прекратились после поражения мадьяр в битве на реке Лех в 955 году, что привело к утверждению нового политического порядка в Западной Европе и созданию Священной Римской империи. Набеги на византийские территории продолжались в течение всего X века до христианизации венгров и создания христианского Венгерского королевства около 1000 года.

## История

### Ранний этап завоевания (IX век)

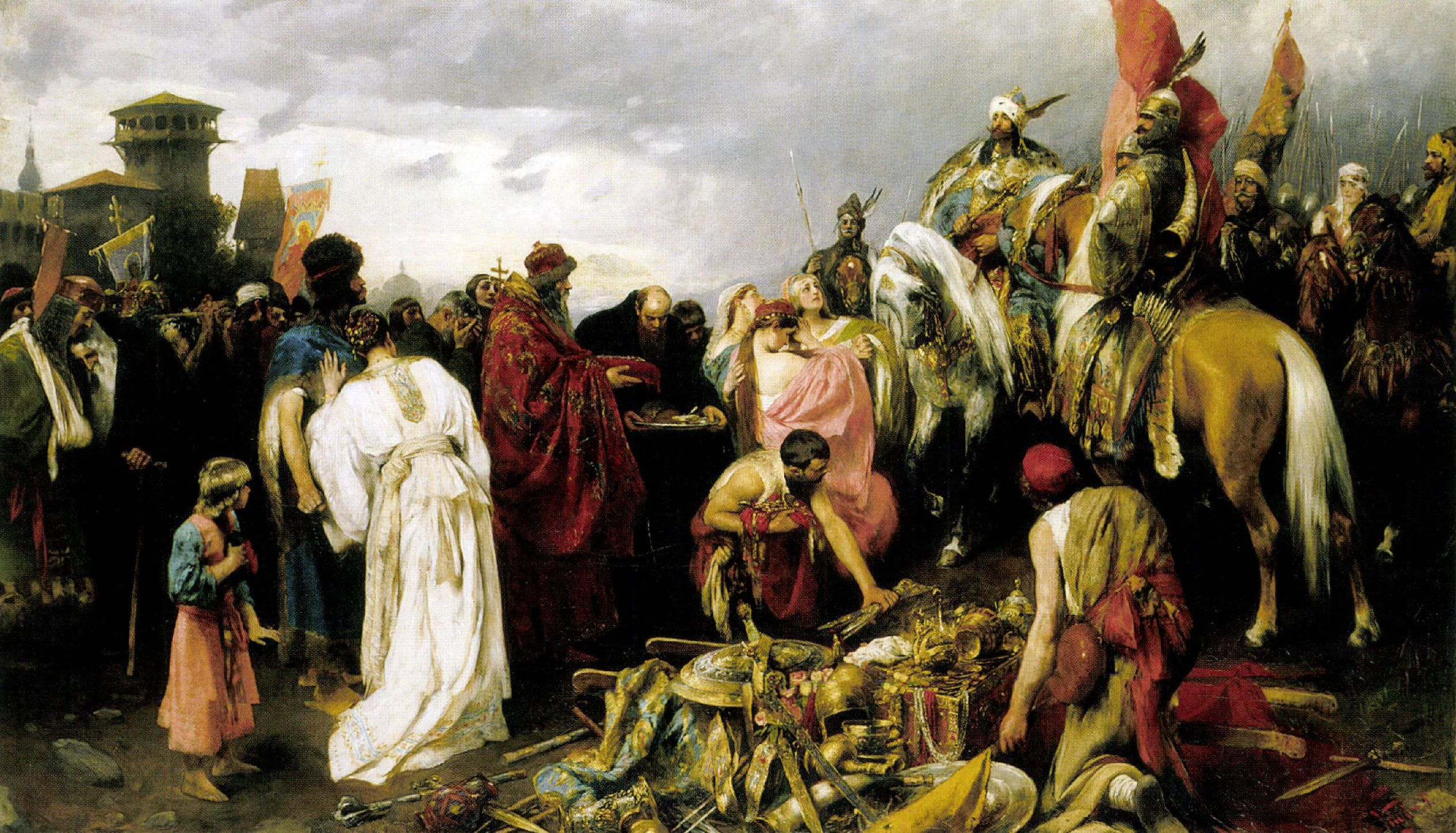
Венгры в Киеве (Pál Vágó, 1896—1899)

Первые упоминания о венгерских набегах относятся к IX веку. В 811 году венгры (мадьяры) находились в союзнических отношениях с правителем Первого Болгарского царства Крумом против императора Византии Никифора I. В X веке Ибн Руста писал, что «хазары защитили себя от нападений венгров и других народов».
В 860 году венгерские воины напали на конвой святого Кирилла, направлявшегося к хазарскому кагану в Херсонес Таврический, но столкновение закончилось мирно.
Мусульманские географы того времени писали, что мадьяры регулярно нападали на соседние восточнославянские племена и захватывали пленных для продажи в Керчи.
В 892 году, согласно Фульдским анналам, восточнофранкский король Арнульф Каринтийский вторгся в Великую Моравию в союзе с мадьярами. С 893 года мадьяры переправились через Дунай при помощи византийского флота и разгромили болгар в трёх сражениях (на Дунае, Силистре и Преславе). В 894 году мадьяры вторглись в Паннонию уже в союзе с князем Великой Моравии Святополком I против восточных франков.

### Итоги венгерских завоеваний (X век)

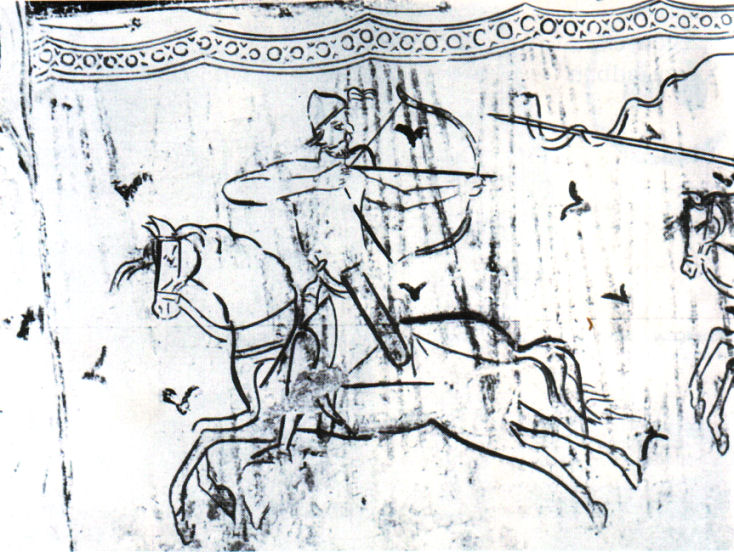
Фреска с изображением венгерского воина (Италия)

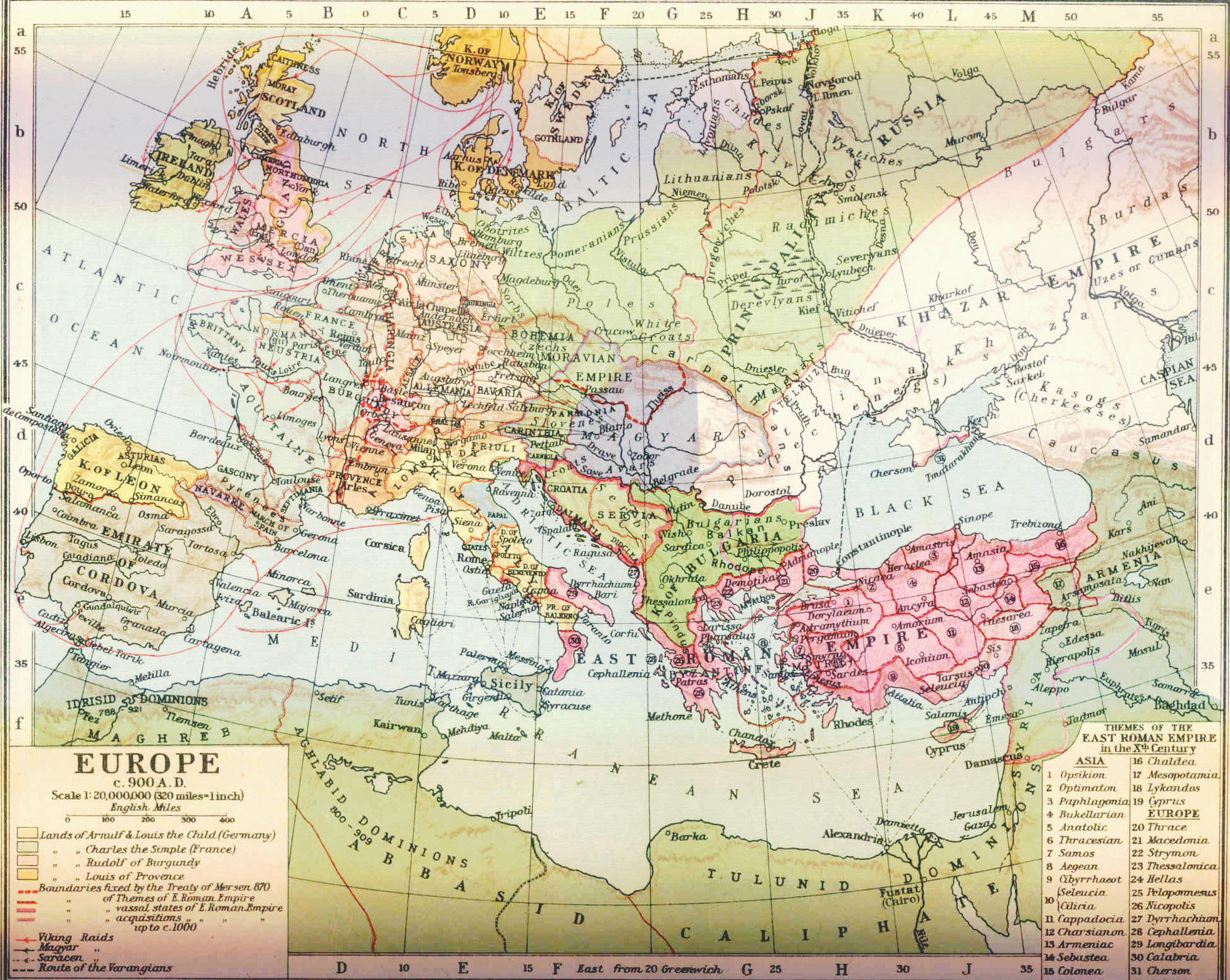
Европа в IX веке

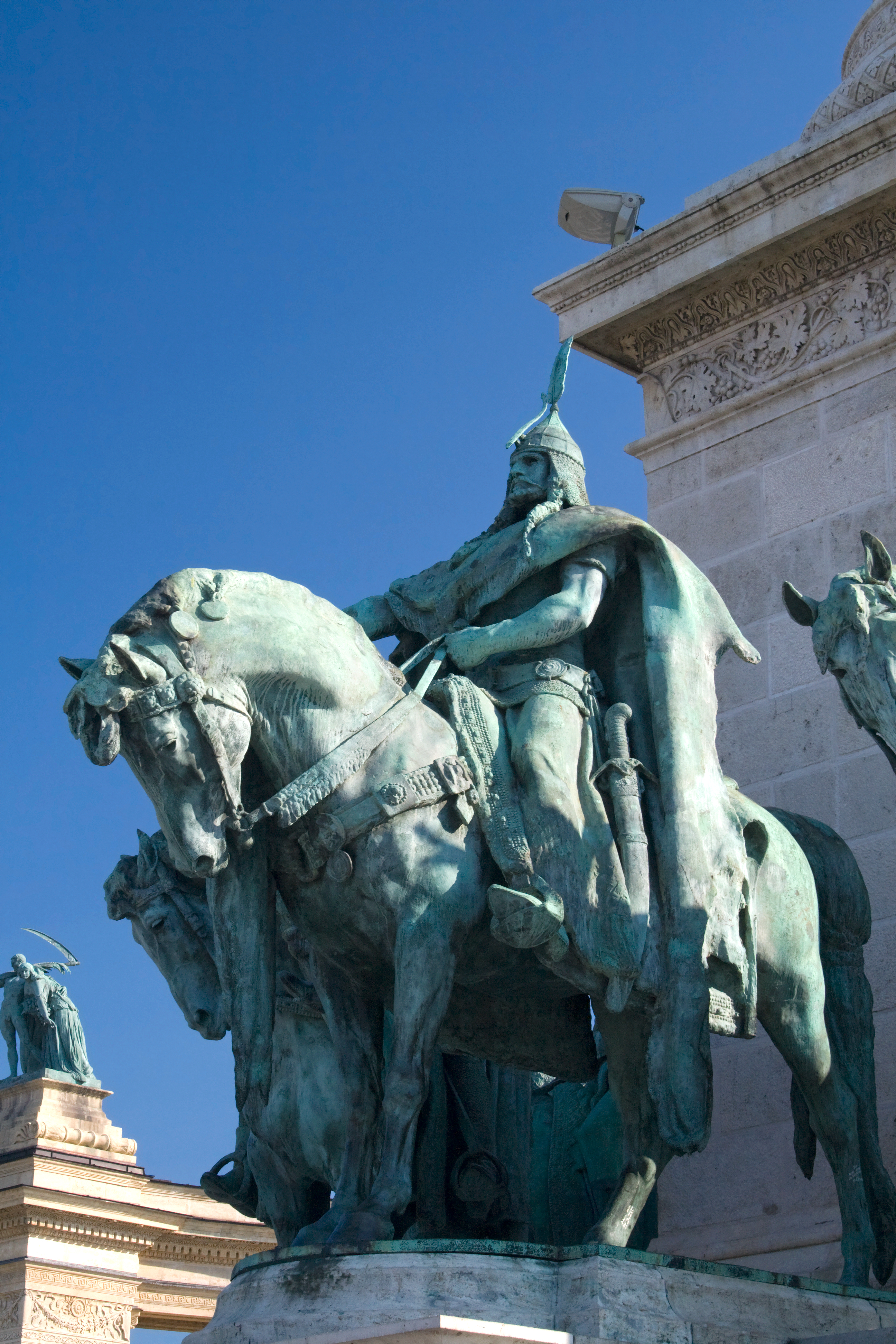
Великий князь Арпад. Скульптура в Будапеште

Около 896 года венгры под предводительством Арпада пересекли Карпаты и вторглись на территорию Паннонской равнины.
В 899 году мадьяры разгромили войско короля Италии Беренгара I в битве на реке Брента и вторглись в северные районы Италии, разграбив окрестности городов Тревизо, Виченца, Верона, Брешиа, Бергамо и Милан. В 901 году они снова напали на Италию, а в 923 году, по словам миланского хрониста Гоффредо да Буссеро, захватили даже Рим. В 902 году воевали с Северной Моравией. Почти каждый год в 900-х годах они проводили военные рейды против католического Запада и византийского Востока.
Согласно современным источникам, исследователи насчитывают 45 (согласно Кальману Надю) или 47 (согласно Дьёрдю Сабадошу) военных рейдов в разные части Европы. Из них 8 (17,5 %) были неудачными (901, 913, 933, 943, 948, 951, 955, 970 годы) и 37 закончилось успехом (82,5 %).
Потерпев в 955 году поражение от тяжело вооружённой конницы императора Священной Римской империи Оттона I в сражении на реке Лех, венгры прекратили вести кочевой образ жизни и создали свое феодальное общество, в котором власть оказалась у аристократии. Многочисленные племена, проживавшие на территории современной Венгрии, включая кипчаков и половцев, были интегрированы в венгерское общество, как и большое количество славянских, немецких и итальянских наёмников, вошедших в состав феодальной аристократии.
К началу XI века Венгрия превратилась в мощную европейскую державу, успешно сопротивлявшуюся немецкой и византийской экспансии.

## Тактика

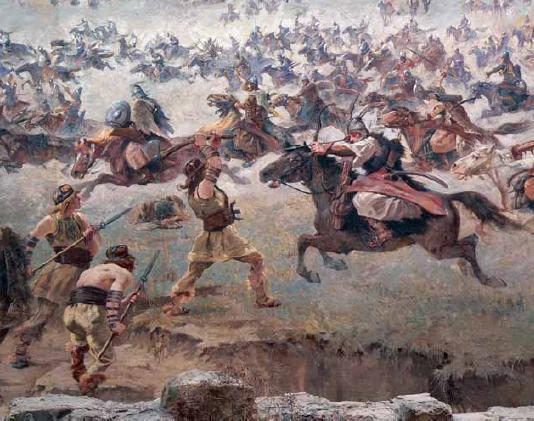
Árpád Feszty et al. Венгерские воины (масло, холст). 1892

Первоначально народы Европы, войска которых в основном состояли из пехоты, были бессильны перед быстрой венгерской конницей и лучниками. Они могли одерживать победу только в ближнем бою.
Армия венгров состояла в основном из легкой кавалерии. Воины были высокомобильными. Если столкновения были неизбежными, то они обстреливали своих врагов стрелами и внезапно отступали, вынуждая противников их преследовать, после чего расправлялись с ними поодиночке.
В последующие века сами венгры использовали опыт западноевропейской формы военной организации и в боях использовали тяжёлую кавалерию, предположительно происходящую от сарматских и парфянских катафрактов.